# A to Z
A to Z, llamada De la A a la Z en España, es una comedia de situación estadounidense creada por Ben Queen y transmitida por NBC. Se estrenó el 2 de octubre de 2014. Sin embargo, tras los pobres resultados de audiencia, la NBC decide cancelar la serie, dejando la temporada en 13 episodios.

## Elenco
- Cristin Milioti como Zelda Vasco.
- Ben Feldman como Andrew Lofland.
- Henry Zebrowski como Stu.
- Lenora Crichlow como Stephie.
- Christina Kirk como Lydia.
- Hong Chau como Lora.[5][6]
- Parvesh Cheena como Dinesh.[7]
- Katey Sagal como el narrador.

## Episodios
| N.º | Título                             | Dirigido por         | Escrito por   | Fecha de emisión original | Audiencia (millones) |
| --- | ---------------------------------- | -------------------- | ------------- | ------------------------- | -------------------- |
| 1   | «A is for Acquaintances»           | Michael Patrick Jann | Ben Queen     | 2 de octubre de 2014      | 4.79                 |
| 2   | «B is for Big Glory»               | Michael Patrick Jann | Ryan Koh      | 9 de octubre de 2014      | 3.63                 |
| 3   | «C is for Curiouser and Curiouser» | Steve Pink           | Bill Callahan | 16 de octubre de 2014     | 3.37                 |
| 4   | «D is for Debbie»                  | —                    | —             | 23 de octubre de 2014     | —                    |
| 5   | «E is for Ectoplasm»               | —                    | —             | 30 de octubre de 2014     | —                    |
| 6   | «F is for Fight, Fight, Fight!»    | —                    | —             | 6 de noviembre de 2014    | —                    |